# Lijst van nummer 1-hits in de UK Singles Chart in 1971
Deze hits stonden in 1971 op nummer 1 in de UK Singles Chart:
| Datum        | Artiest              | Titel                                   |
| ------------ | -------------------- | --------------------------------------- |
| 2 januari    | Dave Edmunds         | I hear you knocking                     |
| 9 januari    | Clive Dunn           | Grandad                                 |
| 16 januari   | Clive Dunn           | Grandad                                 |
| 23 januari   | Clive Dunn           | Grandad                                 |
| 30 januari   | George Harrison      | My Sweet Lord                           |
| 6 februari   | George Harrison      | My sweet Lord                           |
| 13 februari  | George Harrison      | My sweet Lord                           |
| 20 februari  | George Harrison      | My sweet Lord                           |
| 27 februari  | George Harrison      | My sweet Lord                           |
| 6 maart      | Mungo Jerry          | Baby jump                               |
| 13 maart     | Mungo Jerry          | Baby jump                               |
| 20 maart     | T. Rex               | Hot Love                                |
| 27 maart     | T. Rex               | Hot Love                                |
| 3 april      | T. Rex               | Hot Love                                |
| 10 april     | T. Rex               | Hot Love                                |
| 17 april     | T. Rex               | Hot Love                                |
| 24 april     | T. Rex               | Hot Love                                |
| 1 mei        | Dave & Ansil Collins | Double barrel                           |
| 8 mei        | Dave & Ansil Collins | Double barrel                           |
| 15 mei       | Dawn                 | Knock three times                       |
| 22 mei       | Dawn                 | Knock three times                       |
| 29 mei       | Dawn                 | Knock three times                       |
| 5 juni       | Dawn                 | Knock three times                       |
| 12 juni      | Dawn                 | Knock three times                       |
| 19 juni      | Middle Of The Road   | Chirpy Chirpy Cheep Cheep               |
| 26 juni      | Middle Of The Road   | Chirpy chirpy cheep cheep               |
| 3 juli       | Middle Of The Road   | Chirpy chirpy cheep cheep               |
| 10 juli      | Middle Of The Road   | Chirpy chirpy cheep cheep               |
| 17 juli      | Middle Of The Road   | Chirpy chirpy cheep cheep               |
| 24 juli      | T. Rex               | Get it on                               |
| 31 juli      | T. Rex               | Get it on                               |
| 7 augustus   | T. Rex               | Get it on                               |
| 14 augustus  | T. Rex               | Get it on                               |
| 21 augustus  | Diana Ross           | I'm still waiting                       |
| 28 augustus  | Diana Ross           | I'm still waiting                       |
| 4 september  | Diana Ross           | I'm still waiting                       |
| 11 september | Diana Ross           | I'm still waiting                       |
| 18 september | The Tams             | Hey girl don't bother me                |
| 25 september | The Tams             | Hey girl don't bother me                |
| 2 oktober    | The Tams             | Hey girl don't bother me                |
| 9 oktober    | Rod Stewart          | Maggie May / Reasons to believe         |
| 16 oktober   | Rod Stewart          | Maggie May / Reasons to believe         |
| 23 oktober   | Rod Stewart          | Maggie May / Reasons to believe         |
| 30 oktober   | Rod Stewart          | Maggie May / Reasons to believe         |
| 6 november   | Rod Stewart          | Maggie May / Reasons to believe         |
| 13 november  | Slade                | Coz I luv you                           |
| 20 november  | Slade                | Coz I luv you                           |
| 27 november  | Slade                | Coz I luv you                           |
| 4 december   | Slade                | Coz I luv you                           |
| 11 december  | Benny Hill           | Ernie (the fastest milkman in the west) |
| 18 december  | Benny Hill           | Ernie (the fastest milkman in the west) |
| 25 december  | Benny Hill           | Ernie (the fastest milkman in the west) |

1952 ·
1953 ·
1954 ·
1955 ·
1956 ·
1957 ·
1958 ·
1959 ·
1960 ·
1961 ·
1962 ·
1963 ·
1964 ·
1965 ·
1966 ·
1967 ·
1968 ·
1969 ·
1970 ·
1971 ·
1972 ·
1973 ·
1974 ·
1975 ·
1976 ·
1977 ·
1978 ·
1979 ·
1980 ·
1981 ·
1982 ·
1983 ·
1984 ·
1985 ·
1986 ·
1987 ·
1988 ·
1989 ·
1990 ·
1991 ·
1992 ·
1993 ·
1994 ·
1995 ·
1996 ·
1997 ·
1998 ·
1999 ·
2000 ·
2001 ·
2002 ·
2003 ·
2004 ·
2005 ·
2006 ·
2007 ·
2008 ·
2009 ·
2010 ·
2011 ·
2012 ·
2013 ·
2014 ·
2015 ·
2016 ·
2017 ·
2018 ·
2019 ·
2020 ·
2021
- Nederland (Top 40)
- Nederland (Single Top 100)
- Vlaanderen (Radio 2 Top 30)
- Duitsland
- Verenigd Koninkrijk
- Verenigde Staten (Hot 100)